# Monologue -ものろぉぐ-
2003年8月15日に発売された、日本の音楽ユニット、Blueberry & Yogurtのデビューアルバム。長らく廃盤となっていたが、2008年2月29日に復刻版が発売された(2007年12月29日にコミックマーケット73で先行発売)。
復刻版では、原曲をリマスタリング(一部リミックス)した音源が使われ、さらに各曲のオフボーカルバージョンが加わっている。

## 収録曲
特に表記のない場合は、曲のクレジットは作詞:Rita、作曲・編曲:Blueberry & Yogurtである。
1. Believe
作詞:Rembrands sound team、作曲・編曲:内山利彦
2. Balance
作詞:Rembrands sound team、作曲・編曲:内山利彦
3. remember days
作詞:N.A.O/みぎわくみす、作曲・編曲:内山利彦
4. end of misery
作詞:Rita、作曲・編曲:内山利彦
5. ねがいの魔法
6. よかん
7. ナツノヒ
8. この空の下で

復刻版では9〜16曲目に、各曲のオフボーカルバージョンが加わっている。